# مركز باربيكان
مركز الباربيكان هو أكبر مركز للفنون التعبيرية في أوربا ،يقع شمال مدينة لندن، في قلب ملكية باربيكان، المركز يستقبل حفلات من الموسيقى كلاسيكية أو العصرية و عروض مسرحية، عروض أفلام ومعارض فن مختلفة.
موجود فيها مكتبة، ثلاث مطاعم وحديقة استوائية مغطاة كليا